# Chama lazarus
Chama lazarus is een tweekleppigensoort uit de familie Chamidae. De wetenschappelijke naam werd in 1758 gepubliceerd in door Carl Linnaeus in de tiende editie van Systema naturae.
Rechter en linker klep van hetzelfde exemplaar:

Rechter Klep
Linker Klep